# Ringolds Kalnenieks
Ringolds Kalnenieks, né le 4 juillet 1944 à Liepāja est un coureur soviétique et letton à la charnière des années 1960-1970. Il a à son actif une victoire dans le Tour de l'URSS. Hors des frontières soviétiques, il remporte en 1970 la Szlakiem Grodów Piastowskich, qui se dispute dans la région de Wrocław.

## Palmarès

### Palmarès année par année
- 1969
  - 3e du Tour d'URSS
- 1970
  - Szlakiem Grodów Piastowskich
- 1972
  - Tour de l'URSS
  - 2e du Memorial Colonel Skopenko[2]
- 1973
  - 1re étape du Tour d'Autriche[3]
- 1974
  - Tallin-Riga-Klaipeda-Liepoja

### Places d'honneur
- 1967
  - 24e de la Course de la Paix[4]
- 1968
  - 5e du Tour de Moravie occidentale à Havirov[5]
- 1969
  - 5e du Tour du Mexique
- 1970
  - 20e de la Course de la Paix
- 1971
  - 7e de la Course de la Paix [6]
- 1972
  - Classement par équipes du Tour de Yougoslavie avec l'équipe d'URSS[7]

## Distinction
- 1971 : Maître émérite des Sports (Cyclisme) de l'Union soviétique.